# Polyrhachis ignota
Polyrhachis ignota é uma espécie de formiga do gênero Polyrhachis, pertencente à subfamília Formicinae.